# Lista de duques de Bragança
Esta é uma lista dos duques de Bragança:
| #                                                  | Nome                       | Retrato | Nascimento                                                                | Início de Ducado                                          | Fim de Ducado                                                            | Morte                                                                    | Cônjuge                                                       | Notas |
| -------------------------------------------------- | -------------------------- | ------- | ------------------------------------------------------------------------- | --------------------------------------------------------- | ------------------------------------------------------------------------ | ------------------------------------------------------------------------ | ------------------------------------------------------------- | --- |
| 1                                                  | D. Afonso I                |         | 10 de agosto de 1377 Veiros, Portugal                                     | 30 de dezembro de 1442                                    | 15 de dezembro de 1461 Chaves, Portugal                                  | 15 de dezembro de 1461 Chaves, Portugal                                  | D. Beatriz Pereira Alvim                                      | Filho ilegítimo de D. João I. |
| 2                                                  | D. Fernando I              |         | 1403                                                                      | 15 de dezembro de 1461                                    | 1 de abril de 1478 Castelo de Vila Viçosa, Vila Viçosa, Portugal         | 1 de abril de 1478 Castelo de Vila Viçosa, Vila Viçosa, Portugal         | D. Joana de Castro                                            | Governador de Ceuta (1447-1448; 1448-1451) |
| 3                                                  | D. Fernando II             |         | 1430 Castelo de Vila Viçosa, Vila Viçosa, Portugal                        | 1 de abril de 1478                                        | 21 de junho de 1483 Évora, Portugal                                      | 21 de junho de 1483 Évora, Portugal                                      | D. Leonor de Meneses D. Isabel de Viseu                       | Executado por traição por ordem de D. João II. Ducado Abolido.                                                                                      |
| Ducado Abolido                                     |                            |         |                                                                           |                                                           |                                                                          |                                                                          |                                                               | |
| 4                                                  | D. Jaime I                 |         | 22 de julho de 1478 Portugal                                              | 1498                                                      | 22 de dezembro de 1532 Paço Ducal de Vila Viçosa, Vila Viçosa, Portugal  | 22 de dezembro de 1532 Paço Ducal de Vila Viçosa, Vila Viçosa, Portugal  | D. Leonor de Gusmão D. Joana de Mendonça                      | Ducado Restaurado. Príncipe herdeiro de Portugal (1498) Mandou construir o Paço Ducal de Vila Viçosa.                                               |
| 5                                                  | D. Teodósio I              |         | 1505 Paço Ducal de Vila Viçosa, Vila Viçosa, Portugal                     | 22 de dezembro de 1532                                    | 22 de setembro de 1563 Paço Ducal de Vila Viçosa, Vila Viçosa, Portugal  | 22 de setembro de 1563 Paço Ducal de Vila Viçosa, Vila Viçosa, Portugal  | D. Isabel de Lencastre D. Beatriz de Lencastre                | |
| 6                                                  | D. João I                  |         | 1543 Paço Ducal de Vila Viçosa, Vila Viçosa, Portugal                     | 22 de setembro de 1563                                    | 22 de fevereiro de 1583 Paço Ducal de Vila Viçosa, Vila Viçosa, Portugal | 22 de fevereiro de 1583 Paço Ducal de Vila Viçosa, Vila Viçosa, Portugal | D. Catarina de Portugal                                       | Casou com Catarina de Portugal, uma das pretendentes ao Trono durante a Crise de Sucessão.                                                          |
| 7                                                  | D. Teodósio II             |         | 28 de abril de 1568 Paço Ducal de Vila Viçosa, Vila Viçosa, Portugal      | 22 de fevereiro de 1583                                   | 29 de novembro de 1630 Paço Ducal de Vila Viçosa, Vila Viçosa, Portugal  | 29 de novembro de 1630 Paço Ducal de Vila Viçosa, Vila Viçosa, Portugal  | Ana de Velasco e Girón                                        | Lutou na Batalha de Alcácer-Quibir quando tinha apenas 10 anos de idade.                                                                            |
| 8                                                  | D. João II                 |         | 19 de março de 1604 Paço Ducal de Vila Viçosa, Vila Viçosa, Portugal      | 29 de novembro de 1630                                    | 27 de outubro de 1645                                                    | 6 de novembro de 1656 Paço da Ribeira, Lisboa, Portugal                  | D. Luísa de Gusmão                                            | Rei de Portugal (1640-1656), como D. João IV, aclamado após a Restauração da Independência.                                                         |
| 9                                                  | D. Teodósio III            |         | 8 de fevereiro de 1634 Paço Ducal de Vila Viçosa, Vila Viçosa, Portugal   | 27 de outubro de 1645                                     | 15 de maio de 1653 Palácio Real de Alcântara, Lisboa, Portugal           | 15 de maio de 1653 Palácio Real de Alcântara, Lisboa, Portugal           |                                                               | Príncipe herdeiro de Portugal (1640-1645) e Príncipe do Brasil (1645-1653)                                                                          |
| 10                                                 | D. Afonso II               |         | 21 de agosto de 1643 Paço da Ribeira, Lisboa, Portugal                    | 15 de maio de 1653                                        | 12 de setembro de 1683 Palácio Real de Sintra, Sintra, Portugal          | 12 de setembro de 1683 Palácio Real de Sintra, Sintra, Portugal          | D. Maria Francisca de Saboia                                  | Rei de Portugal (1656-1683), como D. Afonso VI. Deposto do Trono pelo seu irmão, D. Pedro II.                                                       |
| Cargo vago                                         |                            |         |                                                                           |                                                           |                                                                          |                                                                          |                                                               | |
| 11                                                 | D. João III                |         | 22 de outubro de 1689 Paço da Ribeira, Lisboa, Portugal                   | 22 de outubro de 1689 Paço da Ribeira, Lisboa, Portugal   | 31 de julho de 1750 Paço da Ribeira, Lisboa, Portugal                    | 31 de julho de 1750 Paço da Ribeira, Lisboa, Portugal                    | D. Maria Ana de Áustria                                       | Rei de Portugal (1707-1750), como D. João V |
| 12                                                 | D. José I                  |         | 6 de junho de 1714 Paço da Ribeira, Lisboa, Portugal                      | 31 de julho de 1750                                       | 24 de fevereiro de 1777 Palácio Real de Sintra, Sintra, Portugal         | 24 de fevereiro de 1777 Palácio Real de Sintra, Sintra, Portugal         | D. Mariana Vitória de Espanha                                 | Rei de Portugal (1750-1777) |
| 13                                                 | D. Maria I                 |         | 17 de dezembro de 1734 Paço da Ribeira, Lisboa, Portugal                  | 24 de fevereiro de 1777                                   | 1777                                                                     | 20 de março de 1816 Convento do Carmo, Rio de Janeiro, Reino do Brasil   | D. Pedro III de Portugal                                      | Rainha de Portugal (1777-1815) Rainha do Reino Unido de Portugal, Brasil e Algarves (1815-1816)                                                     |
| 14                                                 | D. José II                 |         | 21 de agosto de 1761 Palácio da Ajuda, Lisboa, Portugal                   | 1777                                                      | 11 de setembro de 1788 Lisboa, Portugal                                  | 11 de setembro de 1788 Lisboa, Portugal                                  | D. Maria Benedita de Bragança                                 | Príncipe da Beira (1761-1777) Príncipe do Brasil (1777-1788)                                                                                        |
| 15                                                 | D. João IV                 |         | 13 de maio de 1767 Palácio Real de Queluz, Sintra, Portugal               | 11 de setembro de 1788                                    | 10 de março de 1826 Palácio da Bemposta, Lisboa, Portugal                | 10 de março de 1826 Palácio da Bemposta, Lisboa, Portugal                | D. Carlota Joaquina                                           | Príncipe-Regente de Portugal (1799-1816) Rei do Reino Unido de Portugal, Brasil e Algarves (1816-1822) Rei de Portugal (1822-1826), como D. João VI |
| Cargo vago                                         |                            |         |                                                                           |                                                           |                                                                          |                                                                          |                                                               | |
| 16                                                 | D. Pedro I                 |         | 12 de outubro de 1798 Palácio Real de Queluz, Sintra, Portugal            | 7 de abril de 1831                                        | 24 de setembro de 1834 Palácio Real de Queluz, Sintra, Portugal          | 24 de setembro de 1834 Palácio Real de Queluz, Sintra, Portugal          | D. Maria Leopoldina de Áustria D. Amélia de Leuchtenberg      | Imperador do Brasil (1822-1831) Rei de Portugal (1826), como D. Pedro IV                                                                            |
| 17                                                 | D. Maria II                |         | 4 de abril de 1819 Paço de São Cristóvão, Rio de Janeiro, Reino do Brasil | 24 de setembro de 1834                                    | 15 de novembro de 1853 Palácio das Necessidades, Lisboa, Portugal        | 15 de novembro de 1853 Palácio das Necessidades, Lisboa, Portugal        | D. Augusto de Beauharnais D. Fernando II de Saxe-Coburgo-Gota | Rainha de Portugal (1826-1828; 1834-1853) Deposta temporariamente por D. Miguel I, o que levou à Guerra Civil Portuguesa.                           |
| 18                                                 | D. Pedro II                |         | 16 de setembro de 1837 Palácio das Necessidades, Lisboa, Portugal         | 15 de novembro de 1853                                    | 11 de novembro de 1861 Palácio das Necessidades, Lisboa, Portugal        | 11 de novembro de 1861 Palácio das Necessidades, Lisboa, Portugal        | D. Estefânia de Hohenzollern-Sigmaringen                      | Rei de Portugal (1853-1861), como D. Pedro V |
| Cargo vago                                         |                            |         |                                                                           |                                                           |                                                                          |                                                                          |                                                               | |
| 19                                                 | D. Carlos I                |         | 28 de setembro de 1863 Palácio da Ajuda, Lisboa, Portugal                 | 28 de setembro de 1863 Palácio da Ajuda, Lisboa, Portugal | 19 de outubro de 1889                                                    | 1 de fevereiro de 1908 Praça do Comércio, Lisboa, Portugal               | D. Amélia de Orleães                                          | Rei de Portugal (1889-1908) Assassinado em 1908. |
| 20                                                 | Luís Filipe, Príncipe Real |         | 21 de março de 1887 Palácio de Belém, Lisboa, Portugal                    | 19 de outubro de 1889                                     | 1 de fevereiro de 1908 Praça do Comércio, Lisboa, Portugal               | 1 de fevereiro de 1908 Praça do Comércio, Lisboa, Portugal               |                                                               | Príncipe Real de Portugal (1889-1908) Assassinado em 1908.                                                                                          |
| Cargo vago                                         |                            |         |                                                                           |                                                           |                                                                          |                                                                          |                                                               | |
| Abolição de todos os títulos nobiliárquicos (1910) |                            |         |                                                                           |                                                           |                                                                          |                                                                          |                                                               | |

D. Manuel II, Rei de Portugal, filho de D. Carlos I, morreu no exílio em 1932, sem descendência.

## Pós-Monarquia
Chefiaram a Casa Ducal:
- Os descendentes do Rei D. Miguel I
  - Duarte Nuno de Bragança (filho de Miguel Januário de Bragança) - 21º Duque de Bragança
  - Duarte Pio de Bragança (filho do anterior) - 22º e atual Duque de Bragança

Há ainda a reclamação da título por:
- D. Maria Pia de Saxe-Coburgo Gotha e Bragança (auto-intitulada filha bastarda do Rei D. Carlos I)
- Rosario Poidimani (italiano que comprou a pretensão ao título à antes referida)